# 幫幫我愛神
《幫幫我愛神》是由李康生身兼導演、編劇、演員的一部台灣電影，描述一名失業的男主角在落魄之時邂逅了一位檳榔西施，展開了人生新旅程。該片於2008年1月11日上映。本片獲得2008年亞洲電影大獎的最佳攝影獎、第三十二屆香港國際電影節的最佳攝影獎以及最佳美術指導的提名。

## 演員列表
| 演員   | 角色                     |
| 李康生 | 失業男子                 |
| 尹馨   | 小欣（檳榔西施）         |
| 廖慧珍 | 小餅乾（生命線接線生）   |
| 聶雲   | 小餅乾老公（節目主持人） |
| 周采詩 | 琪琪（生命線接線生）     |
| 女F4   | 檳榔西施們               |

## 外部連結
- Yahoo奇摩電影上《幫幫我愛神》的資料（繁體中文）
- MSN娛樂上《幫幫我愛神》的資料（繁體中文）

- 開眼電影網上《幫幫我愛神》的資料（繁體中文）
- 豆瓣电影上《幫幫我愛神》的資料 （简体中文）
- 时光网上《幫幫我愛神》的資料（简体中文）
- AllMovie上《幫幫我愛神》的资料（英文）
- 爛番茄上《幫幫我愛神》的資料（英文）
- 香港影庫上《幫幫我愛神》的資料（繁體中文）
- 互联网电影数据库（IMDb）上《幫幫我愛神》的资料（英文）